# Noordelijk kampioenschap hockey heren 1943/44
Het Noordelijk kampioenschap veldhockey heren 1943/44 was de 14e editie van deze Nederlandse veldhockeycompetitie.

## Competitie
De promotieklasse was wederom in een A en een B afdeling onderverdeeld. De kampioenen van deze afdeling A en B speelden aan het einde van de competitie in een uit- en thuiswedstrijd om de noordelijke titel. Onder de beide promotieklassen werden evenals vorig jaren een 2e klasse A en B ingericht. De 3e klasse werd niet verspeeld. De promotieklasse A bevatte verenigingen uit Groningen en Drenthe. Promotieklasse B bestond uit verenigingen uit Friesland en Drenthe. In A eindigde Groningen met 12 punten op de met HVA gedeelde eerste plaats. De hierdoor noodzakelijk geworden beslissingswedstrijd werd door Groningen met 5-1 gewonnen. In B eindigde LHC als kampioen. Deze klasse was met 7 deelnemende teams te ambitieus opgezet en werd niet uitgespeeld. Het aantal door elk team gespeelde wedstrijden was 12, 11, 10 of 4.
De uit- en thuiswedstrijd in de kampioenscompetitie eindigden beiden in 1-1. In de beslissingswedstrijd op het LHC terrein viel de beslissing pas in de tweede verlenging van 7,5 minuut. In tegenstelling tot eerdere beslissingswedstrijden die verlengd moesten worden, werd de verlenging deze keer wel uitgespeeld.

## Promotie en degradatie
Er was dit seizoen wederom geen sprake van promotie of degradatie. Kampioen van de 2e klasse A werd net als vorig jaar Groningen II, in 2 B eindigden de veteranen van Groningen bovenaan.

## Eindstand Promotieklasse A
| pos | club      | gs | w | g | v | pnt | dv | dt | ds  |
| --- | --------- | -- | - | - | - | --- | -- | -- | --- |
| 1.  | Groningen | 8  | 6 | 0 | 2 | 12  | 35 | 10 | +25 |
| 2.  | HVA       | 8  | 6 | 0 | 2 | 12  | 27 | 9  | +18 |
| 3.  | GHBS      | 8  | 4 | 0 | 4 | 8   | 20 | 15 | +5  |
| 4.  | Dash      | 8  | 3 | 0 | 5 | 6   | 10 | 29 | -19 |
| 5.  | HCW       | 8  | 1 | 0 | 7 | 0   | 7  | 36 | -29 |

HCW 2 winstpunten in mindering wegens niet opkomen
Beslissingswedstrijd:

## Eindstand Promotieklasse B
| pos | club     | gs | w  | g | v | pnt | dv | dt | ds  |
| --- | -------- | -- | -- | - | - | --- | -- | -- | --- |
| 1.  | LHC      | 11 | 10 | 1 | 0 | 21  | 75 | 7  | +68 |
| 2.  | Sneek    | 11 | 9  | 0 | 2 | 18  | 32 | 12 | +20 |
| 3.  | Rap.     | 12 | 6  | 0 | 6 | 12  | 28 | 26 | +8  |
| 4.  | LHC      | 10 | 5  | 0 | 5 | 10  | 19 | 17 | +2  |
| 5.  | MHV      | 4  | 1  | 1 | 2 | 3   | 9  | 14 | -5  |
| 6.  | Rap.     | 10 | 1  | 0 | 9 | 2   | 5  | 49 | -44 |
| 7.  | Hurry Up | 10 | 1  | 0 | 9 | 0   | 9  | 52 | -43 |

Hurry Up 2 winstpunten in mindering wegens niet opkomen.

## Kampioenscompetitie
1928/29 · 1929/30 · 1930/31 · 1931/32 · 1932/33 · 1933/34 · 1934/35 · 1935/36 · 1936/37 · 1937/38 · 1938/39 · 1939/40 · 1940/41 · 1941/42 · 1942/43 · 1943/44 · 1944/45 · 1945/46 · 1946/47 · 1947/48 · 1948/49 · 1949/50 · 1950/51 · 1951/52 · 1952/53 · 1953/54 · 1954/55 · 1955/56 · 1956/57 · 1957/58 · 1958/59 · 1959/60 · 1960/61 · 1961/62 · 1962/63 · 1963/64 · 1964/65 · 1965/66 · 1966/67 · 1967/68 · 1968/69 · 1969/70 · 1970/71 · 1971/72 · 1972/73